# Saint-Ellier-du-Maine
Saint-Ellier-du-Maine település Franciaországban, Mayenne megyében. Lakosainak száma 496 fő (2022. január 1.). Saint-Ellier-du-Maine Pontmain, La Bazouge-du-Désert, Landéan, Le Loroux, Larchamp, Montaudin és Saint-Mars-sur-la-Futaie községekkel határos.

## Népesség
A település népessége az elmúlt években az alábbi módon változott:
| Lakosok száma | 630  | 529  | 515  | 536  | 537  | 532  | 497  | 494  | 485  | 496  |
|               | 1968 | 1990 | 2006 | 2011 | 2015 | 2016 | 2018 | 2019 | 2021 | 2022 |